# Ритуальне вбивство в Ярославлі
Убивства в Ярославлі 2008 року — ритуальні вбивства чотирьох підлітків вісьмома їх дещо старшими знайомими, вчинені в 2008-у році в  Ярославлі. Осуджені за ці вбивства брали участь у неформальному русі «готів» і, за їх словами, «пізніше стали сатаністами».

## Передісторія
Вважається що сатанізм проник в Ярославську область на самому початку 1990-х чи тільки значно поширився, зокрема і серед молоді. Основними адептами стали студенти ярославських вузів. Періодично вони проводили чорні меси, а як їх символ обрали  перевернуту п'ятикутну зірку (знак Бафомета) і число 666. Вони ділилася на кружки з 13 осіб (ковени, або гротто). Вважається що тоді першим їх злочином було осквернення Леонтіївського цвинтаря в 1995 році.
В 1998 році було зафіксовано вчинення  чорної меси з жертвоприношення голуба
У 2006-у п'ятеро  ярославських і  рибінських підлітків — Микола «Граф» Оголобяк, Олексій «Мертвий» Чистяков, Костянтин «Ікло» Баранов, Олександр «Гітлер» Воронов, Сергій «Дістріс» Карпенка — утворили неформальне молодіжне об'єднання  окультної спрямованості, спочатку взначали себе у приналежності до  субкультури  готів, а пізніше визнали свою причетність до сатанізму ().
У 2007 році до них приєднався Антон «Доктор Гот» Маковкін. Всім було по 17-19 років, четверо з Ярославля, четверо — з Рибінська, всі учні вищих і середніх навчальних закладів, з цілком благополучних сімей.
Про членів групи відомо наступне. Антон Маковкін був прозваний «Доктор Гот» через приналежність до готів і за те, що робив всім учасникам групи пірсинг, яким і сам був неабияк «прикрашений»; мав діагноз «уповільнена шизофренія» (наявний тільки у частини держав з республік колишнього СРСР); навчався в  Рибінському поліграфічному коледжі; підробляв вязанням віників і збором моху. Олександр Воронов виховувався без батька; легко піддавався чужому впливу; в школі навіть на трійку навчався з проблемами; в училищі став приймати наркотики. Микола Оголобяк в 2006 році співав у хорі ярославського  Петропавлівського собору. Подруга Костянтина Баранова, Ксенія «Кара» Ковальова, відучилася на першому курсі в  Ярославському технічному університеті: «проміжну сесію здала на „погано“, і на підсумкову сесію не вийшла: взяла академічну відпустку через хворобу»; писала вірші на тему самогубства, робила містичні малюнки (що є характерним і для «готів».
Група, за словами її учасників,  вбивала в ритуальних цілях кішок і собак, руйнувала на цвинтарях хрести. Одного разу молоді люди розрили свіжу могилу дівчини на  Південному кладовищі Рибінська,  здійснили з трупом статевий акт, вирізали серце і нирки покійної і їх  з'їли, а потім відсікли руки і ноги і викинули розчленоване тіло в найближчій лісосмузі. Коли останки знайшли, їх змогли ідентифікувати не відразу. У червні 2008 року група здійснила 4 акти вандалізму на  Леонтьевском кладовищі Ярославля; за словами представника його адміністрації, всього було повалено близько ста нагробних пам'ятників, безліч дерев'яних хрестів висмикнули і встромили «навпаки».

## Вбивства
Увечері 28 червня 2008 члени групи зібралися на квартирі Миколи Оголобяка в  селищі текстиль  Красноперекопського району. Після розпиття алкогольних напоїв зайшла мова про те, щоб осв'ятити в сатаністи Ксенію Ковальову. Для цього було потрібно жертвоприношення тварини, але Миколі Оголобяку зателефонували 15-річна Ольга Пухова та 16-річна Анна Горохова. Обидві дівчини вчилися на страхових агентів у ярославському професійному училищі № 31, були знайомі з господарем квартири і повідомили, що хочуть зайти до нього в гості. За пропозицією Костянтина Баранова, їх замість тварин і вирішили принести в жертву. Дівчат обпоїли і близько півночі відвели в підлісок на пустирі за 5-м торф'яних провулком, недалеко від  Донського кладовища і  Петропавлівського парку. Тут зібралися розпалили багаття, випили вина, а потім за обумовленим сигналом накинулися на дівчат і закололи їх за допомогою двох кинджалів. У західній пресі повідомлялося, що кожній було завдано по 666 ударів.
Потім злочинці прочитали над мертвими тілами «молитву» сатані, і розчленували їх. Ксенію Ковальову вмили кров'ю жертв, що і вважалося присвятою в культ. З убитих зняли скальпи, в однієї дівчини вирізали серце, в іншої — відсікли ліву груду, засмажили ці частини тіл на багатті і частково з'їли. Одяг і взуття жертв спалили, а останки закопали в трьох неглибоких ямах. Потім вбивці відправилися назад на квартиру до Миколи Оголобяку, де пробули весь наступний день.
Увечері 29 червня 2008 сюди приїхав ще один співчуваючий сатанізму — рибінец Олексій «Дарк» Соловйов. Присутні вирішили також осв'ятити його в сатаністи. Якраз в цей час в гості до Миколи Оголобяку прийшла ще одна пара — шістнадцятирічні Андрій Сорокін і Варвара Кузьміна. Перший вчився в кулінарному технікумі, друга закінчувала школу-ліцей. Сорокін був знайомий з присутніми і вважається що симпатизував їхнім віруванням. За версією слідства, він навів Кузьміну в квартиру, щоб показати, що в його знайомих немає нічого страшного. Варвара встигла близько півночі подзвонити своїй подрузі і сказати, що присутні їй не подобаються. Але потім схема вбивства повторилася: обох молодих людей привели в підлісок, вбили кинджалами, вмили Олексія Соловйова кров'ю, а трупи розчленували. За даними преси, з тіла Сорокіна зрізали також клапоть шкіри на палітурку для якоїсь «сатанинської книги». Потім останки закопали в ті ж ями, де вже перебували розчленовані трупи двох дівчат. Слід додати, що вбивці забрали у всіх чотирьох жертв мобільні телефони, MP3-плеєри та готівкові гроші.

## Розслідування
1 липня 2008 батьки всіх зниклих підлітків звернулися, які не знали що трапилася, із заявами до органів внутрішніх справ за місцем проживання. Спочатку активних пошуків не робилося, оскільки панувала версія, що всі четверо вибули на  опен-ейр-фестиваль «Нашестя» в Тверській області.
21 липня 2008 було порушено кримінальну справу за фактом пропажі підлітків, і їх офіційно оголосили в розшук. Розслідування було взято під особистий контроль губернатора області  Сергія Вахрукова. Незабаром працівники карного розшуку УВС по Ярославській області вийшли на Олексія Чистякова, який «розколовся» і вказав на місце поховання тіл вбитих.
12 серпня 2008 близько 3 години ночі останки вбитих дітей були виявлені. Недалеко від місця поховання були знайдені «неправильний» металевий і  перевернутий дерев'яний хрести, до останнього була прив'язана кішка, убита ще в квітні. 13 серпня 2008 вже заарештувала Чистякова міліція, завдяки роздруківкам телефонних розмов з убитими, затримала Оголобяка, Баранова, Ковальову і Маковкіна, 14 серпня 2008 року були затримані Воронов, Соловйов і Карпенко.
Вдома у затриманих були виявлені фотографії зі сходок місцевих готів, записи групи «Burzum» норвезького музиканта  Варга Вікернесса, книга «Некрономикон» і розписки ряду осіб, які слідство ідентифікувало як «контракти з сатаною». Арештанти були поміщені в СІЗО, а Сергій Карпенко, як тільки спостерігав за вбивством, залишений під підпискою про невиїзд. Незабаром всі затримані дали свідчення. Спочатку вони заперечували вчинення ними ритуальних вбивств, проте потім деякі відмовилися від свідчень, інші наполягали на неосудності. Ніхто з них публічно не розкаявся і вибачення не просив.
На думку члена Ради з питань релігійних об'єднань при мерії Ярославля, голови ярославського антисектантського центру  Євгена Мухтарова  «характер вбивства суперечить сатанинським канонам», «ритуал зроблений украй неграмотно». Тому експерт висунув версію, що, можливо, «підлітки лише імітували ритуальний характер злочину, щоб пустити слідство хибним шляхом». І ще він стверджував що «готи тут ні до чого!»
3 вересня 2008 родичі вбивць і жертв взяли участь в обговорення проблеми підліткової жорстокості на телешоу « Нехай говорять» на  Першому каналі.
29 вересня 2008 на місці трагедії відбулася зйомка епізоду телешоу «Битва екстрасенсів» на  ТНТ, взяли участь матері загиблих дівчат.
У січні 2009 року, через сім місяців після виявлення та проведення необхідних експертиз, тіла жертв були віддані землі.

## Суд
Кримінальну справу склало 35 томів по 250 сторінок. Судовий процес над «готами» розпочався 24 лютого 2010 року в  Ярославському обласному суді і проходив в закритому режимі (мабуть ці «готи» були обізнані з якоюсь державною таємницею?).
Звинувачення були пред'явлені по пунктах «а» і «ж» ч. 2 ст. 105 КК РФ (вбивство двох і більше осіб, вчинене групою осіб за попередньою змовою), а також за ст. 158 (крадіжка) та ст. 244 (наруга над тілами померлих). Бо ще 28 лютого 1817 року, указом імператора Олександра І, було заборонено висувати звинувачення за вчинення ритуальних вбивств. Цього указу ще не відмінили ні «червоні» ні «білі». І статті за канібалізм в Кримінальному кодексі РФ також немає. Але в РФ є «рівність усіх вірувань».
21 травня 2010 повісився з невстановлених причин адвокат Сергія Карпенко 31-річний Сергій Вантеев, підсудному було призначено нового захисника, і слухання перенесли.
26 липня 2010 Ярославський обласний суд виніс звинуваченим вирок: Миколі Оголобяку як організатору злочину і єдиному на його момент повнолітньому дали 20 років  колонії суворого режиму, з них перші 5 років в  в'язниці; Костянтину Баранову та Олександру Воронову — по 10 років  колонії загального режиму; Олексію Соловйову і Олексію Чистякову — по 9 років колонії загального режиму; Ксенії Ковальової — 8 років  виправній колонії; Сергію Карпенко — 2 роки в  колонії-поселенні; Антону Маковкін поставлений діагноз «шизофренія» та призначено примусове психіатричне лікування.
П'ятеро засуджених не погодилися з рішенням обласного суду і подали апеляції у вищі інстанції. 30 листопада 2010  Верховний суд виніс рішення, в основному залишивши вирок у силі, проте Ковальової термін покарання був зменшений до 6 років.
А пізніше, в березні 2011 року, Ксенія Ковальова і зовсім була звільнена з причини «смертельного  онкологічного захворювання». Повідомлення про її смерть станом на квітень 2014 року ще не надходило.